# Ituano FC
Ituano Futebol Clube – brazylijski klub piłkarski z siedzibą w mieście Itu, leżącym w stanie São Paulo.

## Osiągnięcia
- Mistrz trzeciej ligi brazylijskiej (Campeonato Brasileiro Série C): 2003
- Mistrz stanu São Paulo (Campeonato Paulista): 2002
- Mistrz drugiej ligi stanu São Paulo (Campeonato Paulista Série A2): 1989
- Puchar stanu São Paulo (Copa Federação Paulista de Futebol): 2002

## Historia
Pracownicy Estrada de Ferro Sorocabana (linii kolejowej Sorocabana), mieszkający w Itu założyli 24 maja 1947 roku klub o nazwie Associação Atlética Sorocabana. W latach 60. klub zmienił nazwę na Ferroviário Atlético Ituano, a w latach 90. na obecną nazwę - Ituano Futebol Clube.
W roku 1977 sportowcy miasta Itu założyli związek sportowy Ferroviário Atlético Ituano (FAI) oraz reaktywowali miejscową ligę Liga Ituana de Futebol. W roku 1978 klub grał w trzeciej lidze stanowej (Campeonato Paulista Série A3).